# Naftali Herz Tur-Sinai
Pour les articles homonymes, voir Harry Torczyner et Tur.
Naftali Herz Tur-Sinai, né Harry Torczyner (en hébreu : נפתלי הרץ טור-סיני) le 13 novembre 1886 à Lviv et mort le 17 octobre 1973 à Jérusalem, est un chercheur biblique, auteur et responsable linguiste pour la renaissance de l'hébreu en une langue moderne et usitée. N. Tur-Sinai fut le premier président de l'Académie de la langue hébraïque et fondateur en son sein du projet de Dictionnaire Historique.

## Biographie
Naftali Herz Tur-Sinai (Harry Torczyner) est né à Lemberg en 1886. Il partit pour Vienne (Autriche) puis Berlin (Allemagne) en 1919 afin d'être conférencier à la Hochschule für die Wissenschaft des Judentums. Il déménagea en Palestine à partir de 1910-1912 et participa à la fondation du lycée hébraïque Rehaviah à Jérusalem et du lycée hébraïque Herzliya à Tel Aviv. Il s'établit définitivement en Palestine en 1933. Il fut professeur de langues sémitiques à l'Université hébraïque de Jérusalem. 
Il fut, avec Eliézer Ben Yehoudah, considéré comme l'un des plus éminents philologues d'Israël. Le neveu de Tur-Sinai, Jacques Torczyner, est l'ancien président de la Organisation sioniste d'Amérique (ZOA).

## Travaux publiés
Parmi ses nombreux livres, on peut citer ceux traduits en anglais comprenant The Revival of the Hebrew Language et The Book of Job: A New Commentary. Il publia une traduction de l'Ancien Testament de l'hébreu à l'allemand. En 1959, il acheva le projet de dictionnaire hébreu en 17 volumes initié par Eliézer Ben Yehoudah cinquante ans plus tôt.

## Récompenses et distinctions

### Récompenses
- En 1940, Naftali Herz Tur-Sinai fut lauréat du prix Bialik pour la pensée juive[3].
- En 1956, il fut récompensé du prix Israël pour les études juives[4]
- En 1967, il reçut le prix Yakir Yerushalayim (citoyen d'honneur de Jérusalem), l'année de la création du prix[5].

### Distinctions
Il fut membre de l'Académie israélienne des sciences et lettres.